# Ronde van Frankrijk 2018/Tiende etappe
De tiende etappe van de Ronde van Frankrijk 2018 werd verreden op dinsdag 17 juli en ging van Annecy naar Le Grand-Bornand.

## Wedstrijdverloop
De eerste aanval is van Florian Vachon en Julian Alaphilippe. Zij slaan een gaatje en Burghardt, Chavanel en Degand voegen zich bij hen. Maar nog voor de Col de Bluffy, komt de boel weer samen.
Op de Col de Bluffy versnellen Peter Sagan en Tom-Jelte Slagter; Elie Gesbert en Julian Alaphilippe volgen. Alaphilippe pakt de bergpunten mee, en bij een tweede aanval kunnen nog eens zeventien renners de oversteek maken: Robert Gesink, Philippe Gilbert, geletruidrager Greg Van Avermaet, Serge Pauwels, David Gaudu, Lukas Pöstlberger, Daryl Impey, Ion Izagirre, Tony Gallopin, Amaël Moinard, Jack Bauer, Lilian Calmejane, Rein Taaramäe, Guillaume Martin, Thomas Degand, Arthur Vichot en Rudy Molard.
Op de Col de la Croix Fry breekt de kopgroep open na een aanval van Molard en Taaramäe. Sommige renners moeten lossen, waaronder Gilbert die later weer aansluit. Taaramäe probeert het vervolgens solo, maar hij wordt gepareerd door Alaphilippe. Die haalt hem bij op 1,8 km van de top van de Col de Romme. In de afdaling rijdt Alaphilippe weg bij Taaramaë en heeft hij bijna anderhalve minuut op de groep Van Avermaet/Gesink bij de Col de la Colombière. Alaphilippe komt als eerste boven en verzekert zich zo van de bergtrui. Izagirre volgt de Fransman op anderhalve minuut.
In de groep favorieten versnelt Daniel Martin niet ver van de top van de Colombière. Bauke Mollema, Rafal Majka en Ilnur Zakarin kunnen niet volgen. Rigoberto Urán, de nummer twee van de vorige Ronde van Frankrijk, moet ook afhaken. In de afdaling houdt Alaphilippe stand en wint hij zijn eerste etappe. Greg Van Avermaet komt als vierde over de streep en verstevigt zijn leiding in het algemeen klassement.

## Uitslag
| Rituitslag Annecy - Le Grand-Bornand (158,5 km) |                    |                     |          |
| Plaats                                          | Naam               | Ploeg               | Tijd     |
| Winnaar                                         | Julian Alaphilippe | Quick-Step Floors   | 4u25'27" |
| 2                                               | Jon Izagirre       | Bahrain-Merida      | + 1'34"  |
| 3                                               | Rein Taaramäe      | Direct Énergie      | + 1'40"  |
| 4                                               | Greg Van Avermaet  | BMC Racing Team     | + 1'44"  |
| 5                                               | Serge Pauwels      | Team Dimension Data | + 1'44"  |
| 6                                               | Lilian Calmejane   | Direct Energie      | + 2'24"  |
| 7                                               | Daniel Martin      | UAE Team Emirates   | + 3'23"  |
| 8                                               | Primož Roglič      | Team LottoNL-Jumbo  | z.t.     |
| 9                                               | David Gaudu        | Groupama-FDJ        | z.t.     |
| 10                                              | Geraint Thomas     | Team Sky            | z.t.     |
|                                                 |                    |                     |          |
| 12                                              | Steven Kruijswijk  | Team LottoNL-Jumbo  | + 3'23"  |

| Algemeen klassement |                    |                    |           |
| Plaats              | Naam               | Ploeg              | Tijd      |
| Gele trui           | Greg Van Avermaet  | BMC Racing Team    | 40u34'28" |
| 2                   | Geraint Thomas     | Team Sky           | + 2'22"   |
| 3                   | Alejandro Valverde | Movistar Team      | + 3'10"   |
| 4                   | Jakob Fuglsang     | Astana Pro Team    | + 3'12"   |
| 5                   | Bob Jungels        | Quick-Step Floors  | + 3'20"   |
| 6                   | Chris Froome       | Team Sky           | + 3'21"   |
| 7                   | Adam Yates         | Mitchelton-Scott   | z.t.      |
| 8                   | Mikel Landa        | Movistar Team      | z.t.      |
| 9                   | Vincenzo Nibali    | Bahrain-Merida     | + 3'27"   |
| 10                  | Primož Roglič      | Team LottoNL-Jumbo | + 3'36"   |
|                     |                    |                    |           |
| 11                  | Tom Dumoulin       | Team Sunweb        | + 3'42"   |

## Nevenklassementen
| Puntenklassement |                   |                    |        |
| Plaats           | Naam              | Ploeg              | Punten |
| Groene trui      | Peter Sagan       | BORA-hansgrohe     | 319    |
| 2                | Fernando Gaviria  | Quick-Step Floors  | 218    |
| 3                | Dylan Groenewegen | Team LottoNL-Jumbo | 132    |

| Bergklassement |                    |                     |        |
| Plaats         | Naam               | Ploeg               | Punten |
| Bolletjestrui  | Julian Alaphilippe | Quick-Step Floors   | 41     |
| 2              | Rein Taaramäe      | Direct Énergie      | 28     |
| 3              | Serge Pauwels      | Team Dimension Data | 24     |

| Jongerenklassement |                      |                     |           |
| Plaats             | Naam                 | Ploeg               | Tijd      |
| Witte trui         | Pierre Latour        | AG2R La Mondiale    | 40u45'27" |
| 2                  | Guillaume Martin     | Wanty-Groupe Gobert | + 1'54"   |
| 3                  | Søren Kragh Andersen | Team Sunweb         | + 4'02"   |
|                    |                      |                     |           |
| 12                 | Antwan Tolhoek       | Team LottoNL-Jumbo  | + 36'04"  |
| 24                 | Jasper De Buyst      | Lotto Soudal        | +1u09'47" |

| Ploegenklassement |                    |            |
| Plaats            | Ploeg              | Tijd       |
|                   | Movistar Team      | 122u34'07" |
| 2                 | Bahrain-Merida     | + 18"      |
| 3                 | Team LottoNL-Jumbo | + 3'10"    |
| 4                 | BMC Racing Team    | + 8'26"    |
| 5                 | Team Sky           | + 9'54"    |

## Opgaven
- Jens Keukeleire (Lotto Soudal): gaf op na een val in de negende etappe
- Alexis Vuillermoz (AG2R La Mondiale): gaf op na een val in de negende etappe.

1e etappe ·
2e etappe ·
3e etappe ·
4e etappe ·
5e etappe ·
6e etappe ·
7e etappe ·
8e etappe ·
9e etappe ·
10e etappe ·
11e etappe ·
12e etappe ·
13e etappe ·
14e etappe ·
15e etappe ·
16e etappe ·
17e etappe ·
18e etappe ·
19e etappe ·
20e etappe ·
21e etappe
Startlijst · Eindstanden · Afbeeldingen